# Euryglottis dognini
Euryglottis dognini es una polilla de la  familia Sphingidae.

## Distribución
Vuela en Colombia, Perú, Bolivia y Venezuela.

## Descripción
Su envergadura es de aproximadamente 117 mm. tiene tres filas de manchas blancas en cada lado del abdomen y una mancha blanca grande en la base de la región ventral del abdomen.

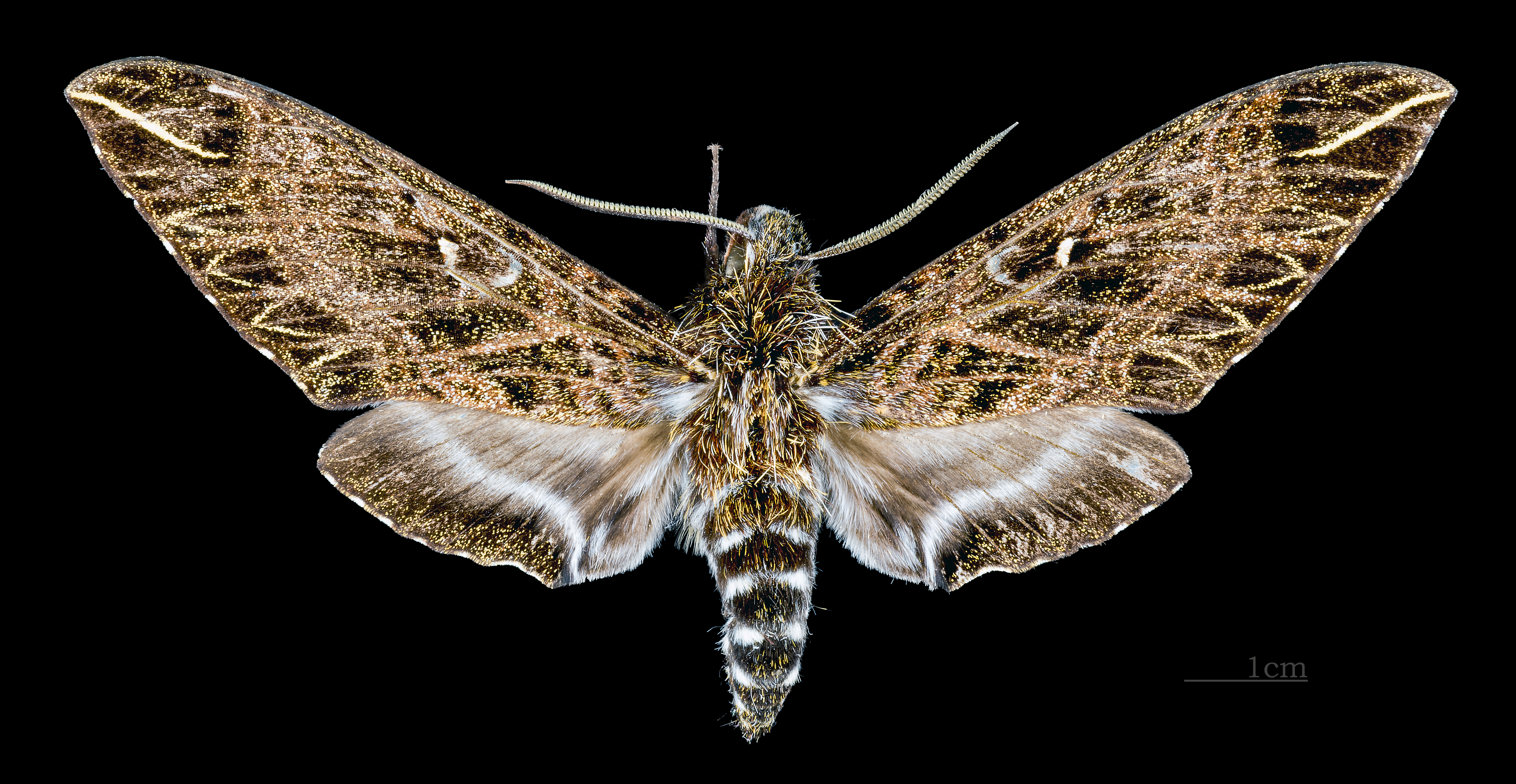
Euryglottis dognini Mujer, dorsal
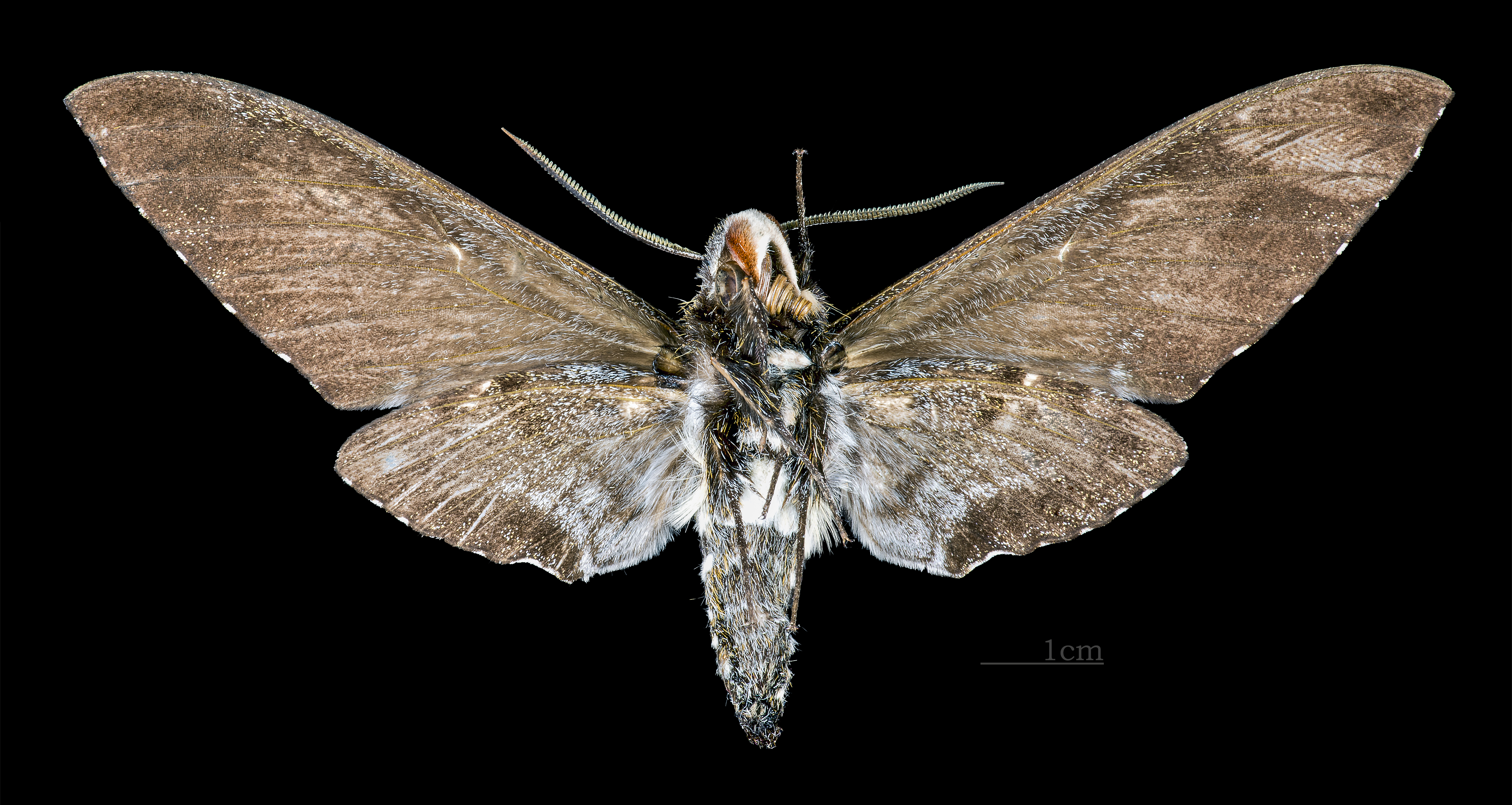
Euryglottis dognini Mujer, ventral

## Biología
Los adultos vuelan en febrero y agosto.